# Speyeria snyderi
Speyeria snyderi är en fjärilsart som beskrevs av Henry Skinner 1897. Speyeria snyderi ingår i släktet Speyeria och familjen praktfjärilar. Inga underarter finns listade i Catalogue of Life.